# Half-Life 2: Episode Three
Half-Life 2: Episode Three é um jogo eletrônico cancelado de tiro em primeira pessoa desenvolvido pela Valve. Foi planejado como o último de uma trilogia de jogos episódicos que daria continuidade à história de Half-Life 2 (2004). A Valve anunciou Episode Three em maio de 2006, com lançamento previsto para 2007. Após o cliffhanger de Episode Two (2007), o jogo era amplamente aguardado.
Episode Three seria ambientado no Ártico e introduziria elementos como uma arma de gelo e um inimigo em forma de bolha. Marc Laidlaw, o roteirista da série Half-Life, disse que pretendia encerrar o arco narrativo de Half-Life 2. Poucas informações foram divulgadas nos anos seguintes e, em 2011, a Wired o descreveu como vaporware. A Valve acabou cancelando Episode Three, alegando as limitações do formato episódico e a falta de direcionamento. Eles adiaram o desenvolvimento de um novo Half-Life até que seu novo motor de jogo, Source 2, estivesse pronto.
Laidlaw deixou a Valve em 2016. Em 2017, ele lançou um conto que jornalistas especularam ser um resumo do enredo do Episode Three. Depois que Laidlaw publicou a história, os fãs lançaram vários projetos tentando recriar o Episode Three. Depois de cancelar vários outros jogos da série Half-Life, a Valve lançou um jogo de realidade virtual, Half-Life: Alyx, em 2020.

## Epistle 3

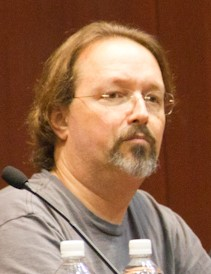
Marc Laidlaw em 2011

No ano de 2017, dez anos após o lançamento de Half-Life 2: Episode Two, Marc Laidlaw, escritor da saga Half-Life, disponibilizou um texto em formato de carta em seu website chamado "Epistle 3". Muitos jornalistas dizem e afirmam ser uma indireta a Half-Life 2: Episode Three. Apesar dos nomes e gêneros dos personagens serem trocados, era nítido as semelhanças com os personagens de Half-Life.

## Cancelamento e Legado
O jogo foi anunciado em 2007 como uma sequência direta dos acontecimentos de Half-Life 2: Episode Two. No documentário "Half-Life 2: 20th Anniversary Documentary" sobre o vigésimo aniversário de Half-Life 2, lançado em 2024, Gabe Newell, fundador da Valve, revelou que o Episode Three foi cancelado pois a Valve não estava avançando nas mecânicas do jogo, além deles estarem focados em outros projetos, como Portal e Left 4 Dead. Entre 2011 a 2013, Half-Life 2: Episode Three começou a ser considerado um jogo vaporware, que no caso, é um jogo que é anunciado, porém nunca terminado.
Em 2019, Half-Life: Alyx foi anunciado, que é considerado uma sequência de Half-Life 2: Episode Two, e muitos consideram Half-Life: Alyx como um Episode Three.

## Valve e Episode Three
Em 15 de novembro de 2024, Half-Life 2 fez 20 anos, e em comemoração, a Valve fez um documentário sobre a criação do jogo, chamado de "Half-Life 2: 20th Anniversary Documentary". No final do documentário, é mostrado uma gameplay da alpha de Half-Life 2: Episode Three, como uma forma de impressionar os fãs da empresa.
1. ↑  às 09:00, Por Viny Mathias Publicado 25 de Novembro de 2024 (25 de novembro de 2024). «Se a Valve precisava de uma desculpa para fazer Half-Life 3, os fãs acabaram de dar quebrando recorde de jogadores no game anterior». IGN Brasil. Consultado em 26 de novembro de 2024
2. ↑  Jacobs, Guilherme (25 de agosto de 2017). «História de Half-Life 3 é publicada na internet por ex-roteirista da Valve». The Enemy. Consultado em 26 de novembro de 2024
3. ↑  GameVicio (5 de março de 2023). «Marc Laidlaw se arrepende e lamenta ter vazado enredo de Half-Life 3 em 2017». GameVicio. Consultado em 26 de novembro de 2024
4. ↑  Valve (15 de novembro de 2024), Half-Life 2: 20th Anniversary Documentary, consultado em 26 de novembro de 2024
5. ↑  «Valve explica o motivo de Half-Life 2: Episode 3 não ter sido feito». www.tecmundo.com.br. 23 de março de 2020. Consultado em 26 de novembro de 2024
6. ↑  Digital, Olhar; Santino, Renato (21 de novembro de 2019). «Valve anuncia novo 'Half-Life' após 12 anos, mas não é 'Half-Life 3'». Olhar Digital. Consultado em 26 de novembro de 2024
7. ↑  gameon. «Half-Life 2 ganha documentário em celebração aos seus 20 anos». Terra. Consultado em 26 de novembro de 2024
8. ↑  Bailey, Kat (16 de novembro de 2024). «Never-Before-Seen Half-Life 2: Episode 3 Gameplay Footage and Ice Gun Revealed in New Documentary». IGN (em inglês). Consultado em 26 de novembro de 2024